# IJzeren Molen
De IJzeren Molen, ook Nieuwe Molen of Rothemermolen genoemd, is een watermolen aan een zijtak van de Geul, de Kleine Geul of Geulke genaamd, in Rothem, gemeente Meerssen. De IJzeren Molen maakt deel uit van het Buitengoed Geul & Maas, voorheen Landgoederenzone Maastricht-Meerssen genoemd. De molen is een rijksmonument.

## Geschiedenis
Oorspronkelijk was de molen in bezit van de Heren van Vaeshartelt, nabij het gehucht Weert. Sinds 1381 rustte er een erfdienstbaarheid op, volgens welke de molen met een daarbij gelegen sluisje de gracht van het kasteel op peil moest houden. De naam 'Nieuwe Molen' geeft aan dat in deze omgeving een oudere molen lag. Mogelijk was dat de Rothemer Oliemolen, enkele honderden meters stroomopwaarts gelegen aan het Geulke.
In de 18e eeuw werd het complex vernieuwd en in gebruik genomen als oliemolen voor het persen van olie uit zaden (tot ca. 1885). Aan het eind van die eeuw was de molen in bezit van Johannes Wilhelmus Heldewier (1740-1819), die onder andere schepen van Maastricht en drossaard van Valkenburg was. Heldewier verkocht het complex in 1789 aan de koopman-rentenier Joannes Lambertus Coenegracht (1739-1806), een broer van de latere burgemeester van Maastricht Christiaan Coenegracht. Na zijn dood erfde zijn jongste zoon Godefridus Cornelius Coenegracht (ca. 1776-1826) de molen. Na diens overlijden zette zijn echtgenote Joanna Lamberts (ca. 1774-1842) het bedrijf voort en daarna hun jongste zoon Thomas Alexander Godefridus Coenegracht (1806-1885?).
Na 1885 kwam de molen in handen van de Maastrichtse koopman Frans Karel Joseph Endepols. Deze liet de molen geschikt maken voor het malen van graan en verpachtte deze aan Jan Hubert Brune. In 1891 verkreeg Brune toestemming om op feestdagen hoger te mogen stuwen, waardoor de molen meer opbracht. In 1920 werd Brune eigenaar en liet het houten waterrad en de bestaande maalinrichting vervangen door een ijzeren constructie, die grotendeels intact is. Vanaf dat moment was de molen nog uitsluitend als korenmolen in gebruik.

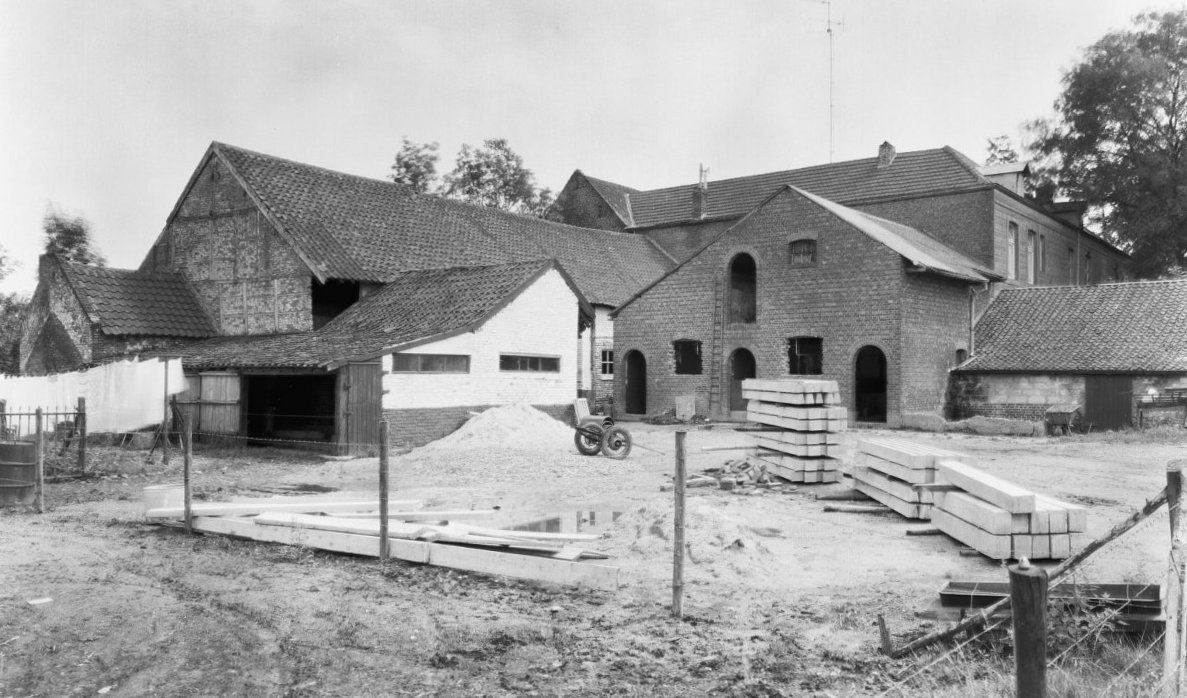
Achtererf in 1968. Alle bijgebouwen zijn gesloopt

In 1940 verkochten de dochters van het echtpaar Brune-Stassen de molen aan de graanhandelaar Balthazar Hubert Peters uit Hoensbroek. Bij de bevrijding door het Amerikaanse leger in september 1944 brandde de molen gedeeltelijk af. Bij de wederopbouw werd het gebouw als woning ingericht. Begin jaren vijftig werd de maalinrichting stilgelegd. In 1970 werd de molen gekocht door Pieter Rouwet, een schoonzoon van de toenmalige pachter Ernon (sinds 1931).
Vanaf de jaren 1950 raakte de molen geleidelijk in verval. In 1972 werd aan het gebouwencomplex de status van rijksmonument toegekend. Desalniettemin werden de meeste bijgebouwen, waaronder een vakwerkschuur, in de jaren daarna gesloopt. Om te voorkomen dat de molen als verloren moest worden beschouwd, was begin 21e eeuw dringend restauratie nodig. Deze vond in 2009-2010 plaats met steun van de Limburgse Monumenten Stichting. Daarna ging de gemeente Meerssen op zoek naar een nieuwe bestemming voor het gerestaureerde monument, wat pas in 2018 lukte. Volgens de plannen zal de molen een horecabestemming krijgen en worden er zorgwoningen gerealiseerd in de bijgebouwen, aangevuld met nieuwbouw.

## Beschrijving
Het gebouwencomplex aan de Molenweg 5-7 dateert grotendeels uit de 18e eeuw. De drie vleugels vormen een U-vorm rondom een cour d'honneur, die wordt afgesloten door een hek met hekpijlers met leeuwtjes. De gevels zijn merendeels gepleisterd en hebben vensters met hardstenen vensteromlijstingen.
De molen heeft een waterrad met een middellijn van 6,70 meter. Het 'Geulke', waaraan de molen ligt, is een door mensenhanden gegraven molentak, waar een deel van het water van de Geul doorheen stroomt. Bij het complex behoort een gemetselde brug met twee bogen. Naast de brug staan twee bakstenen hekpijlers met siervazen uit het begin van de 19e eeuw. Elders bevindt zich nog een kleiner bakstenen bruggetje.

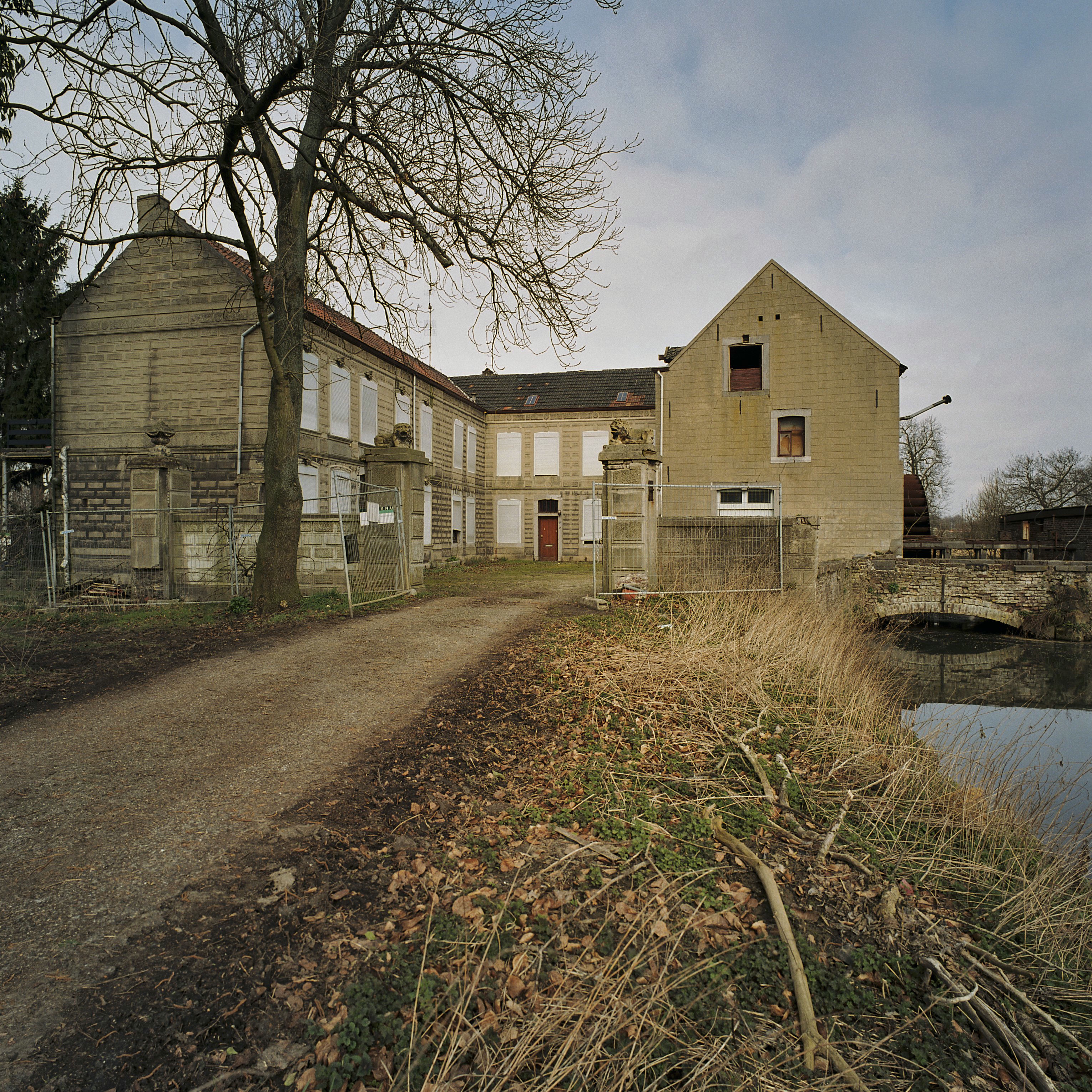
Exterieur, 2004
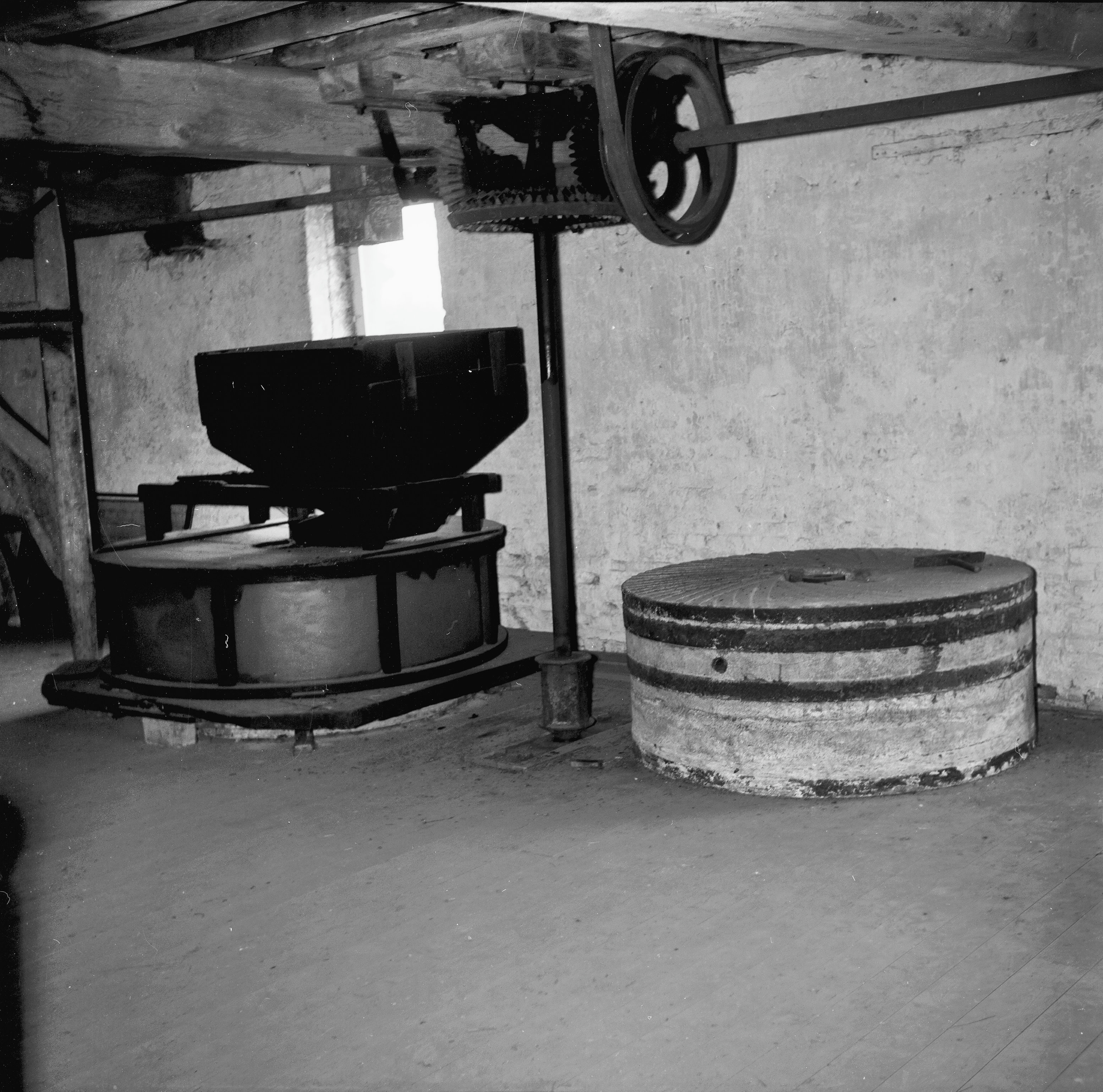
Interieur, 1976
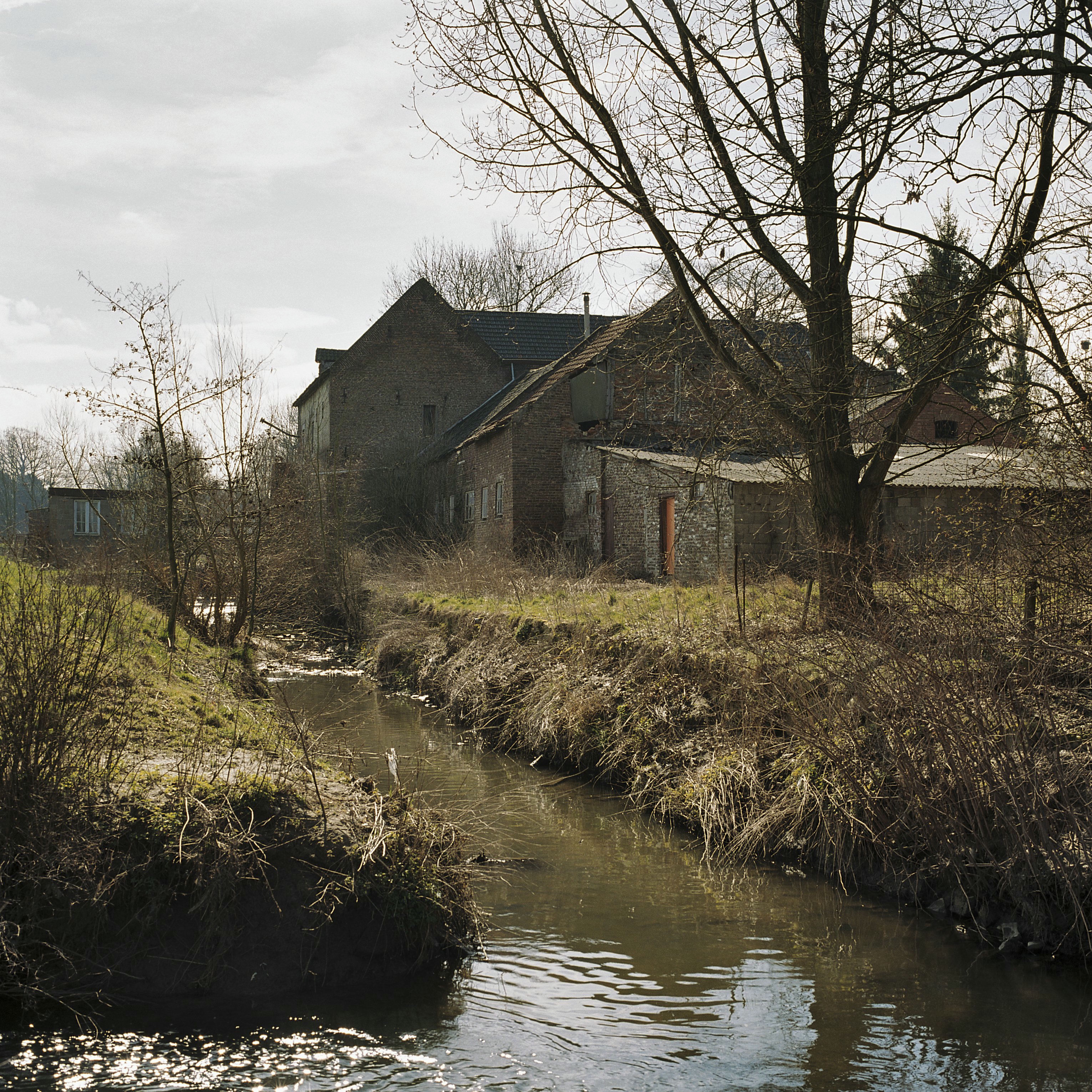
Achtererf, 2004
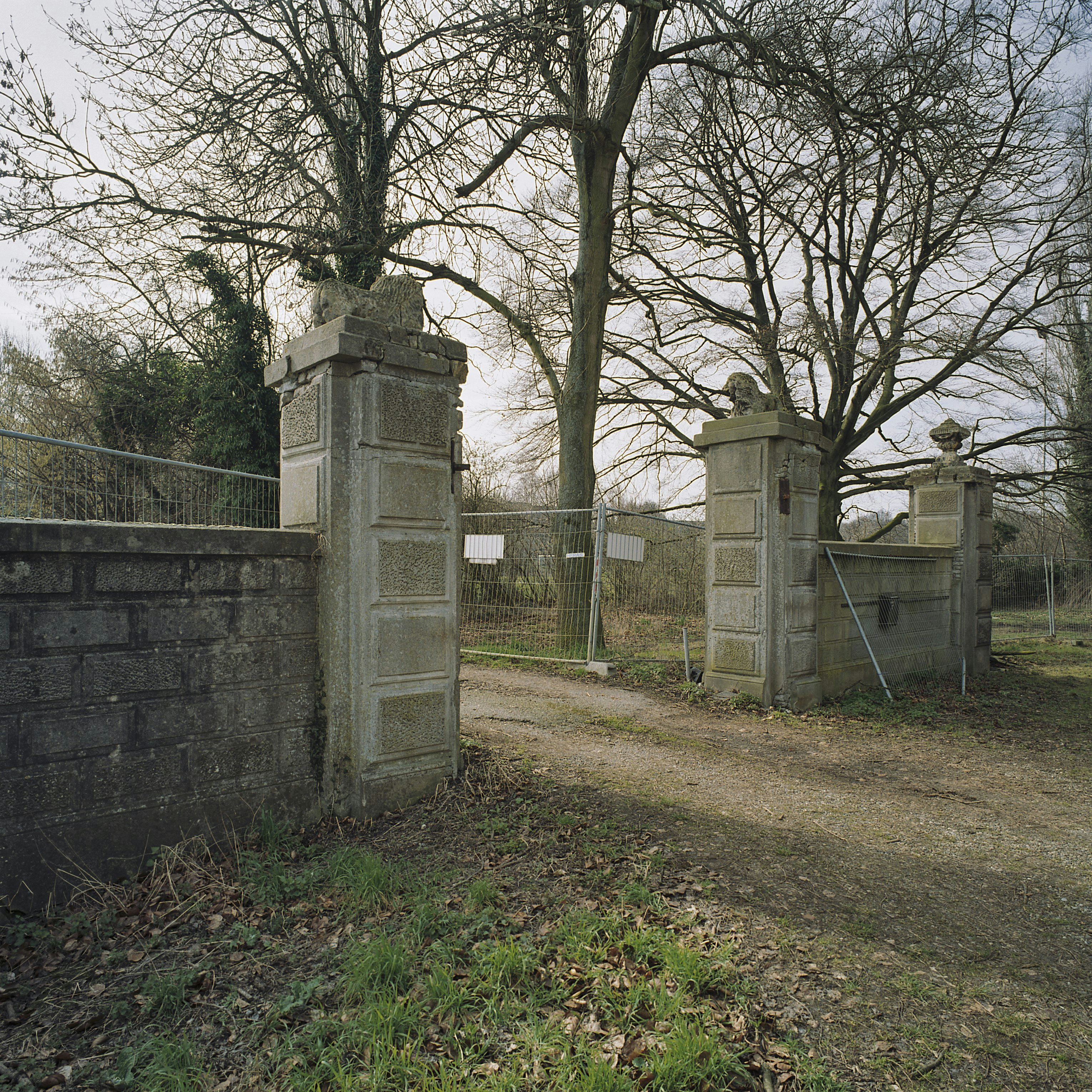
Hekpijlers, 2004
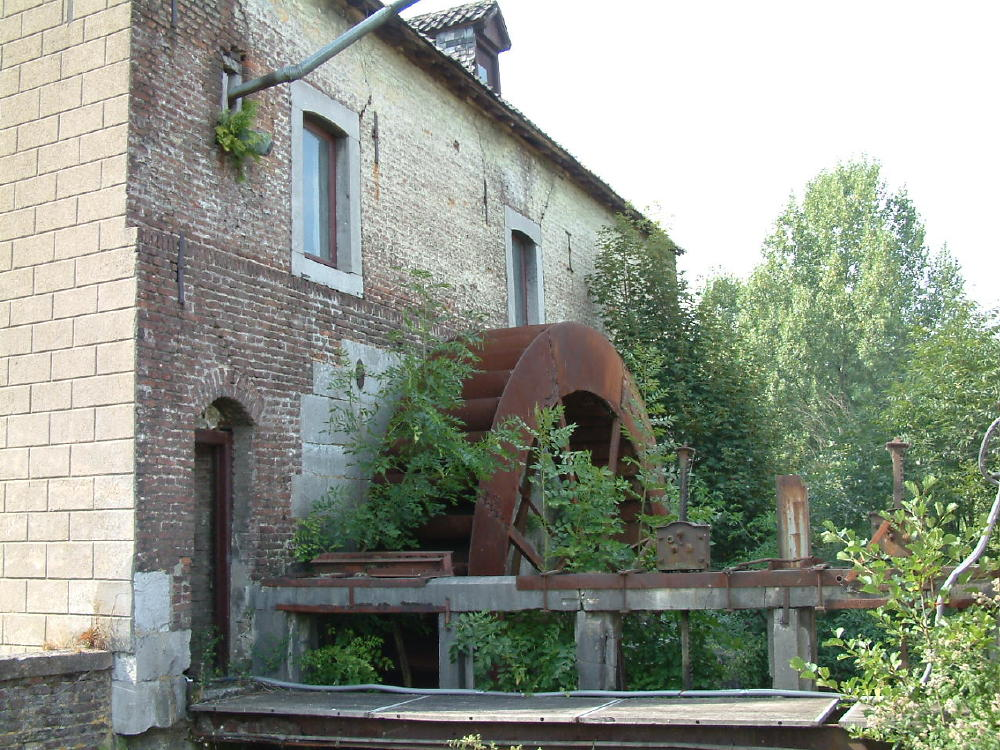
Waterrad, 2008
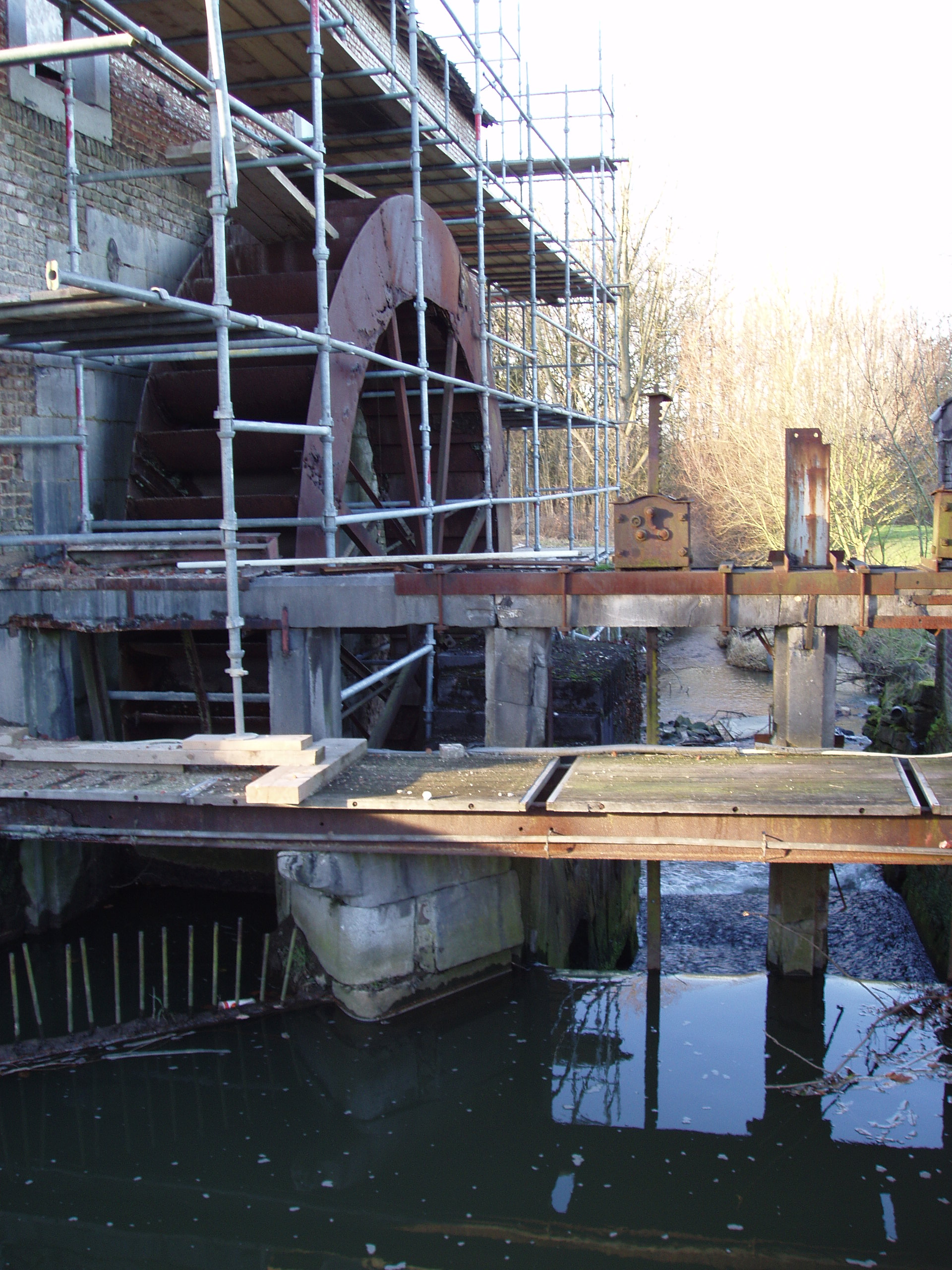
Restauratie waterrad, 2009
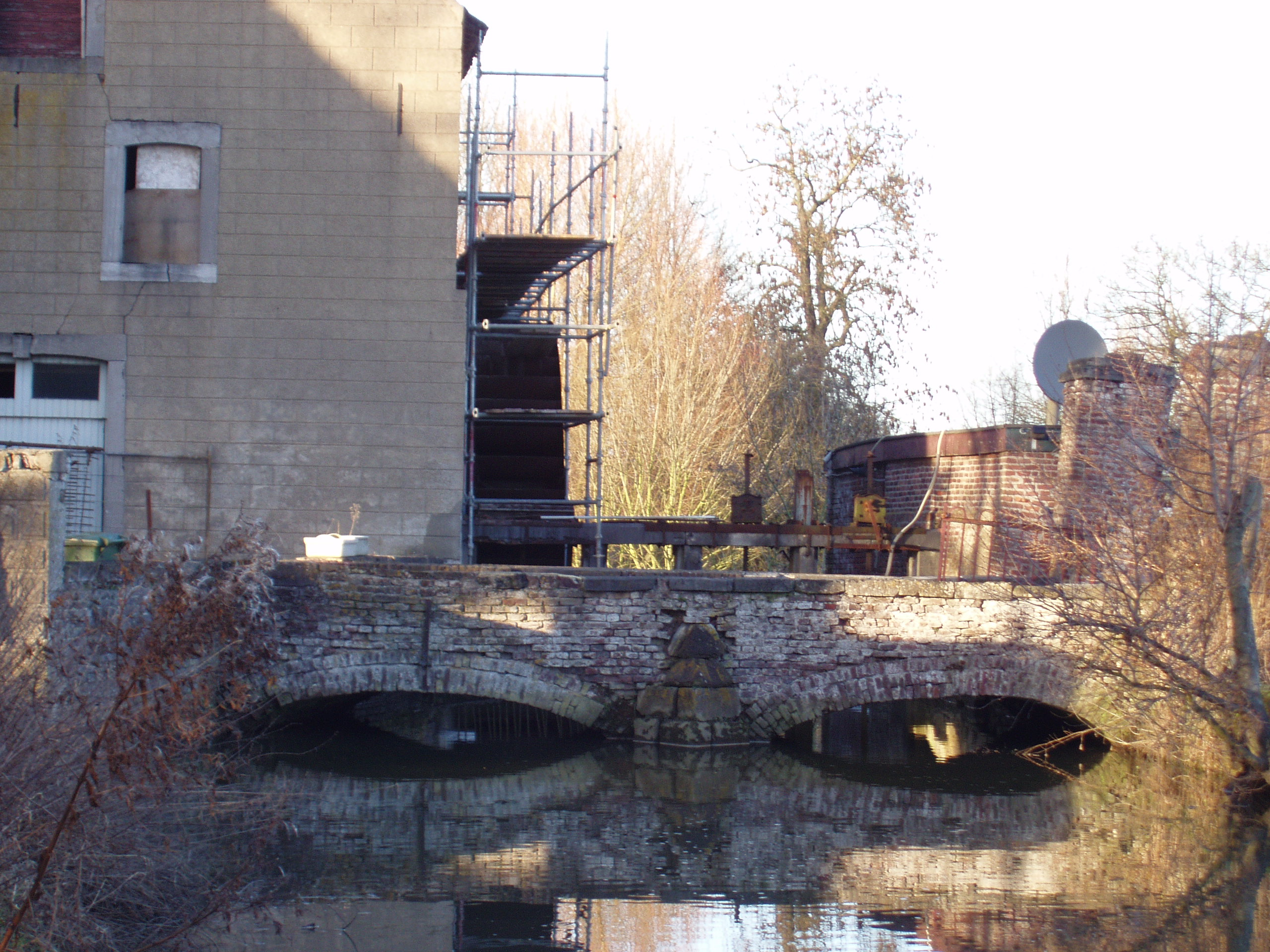
Bakstenen brug, 2009

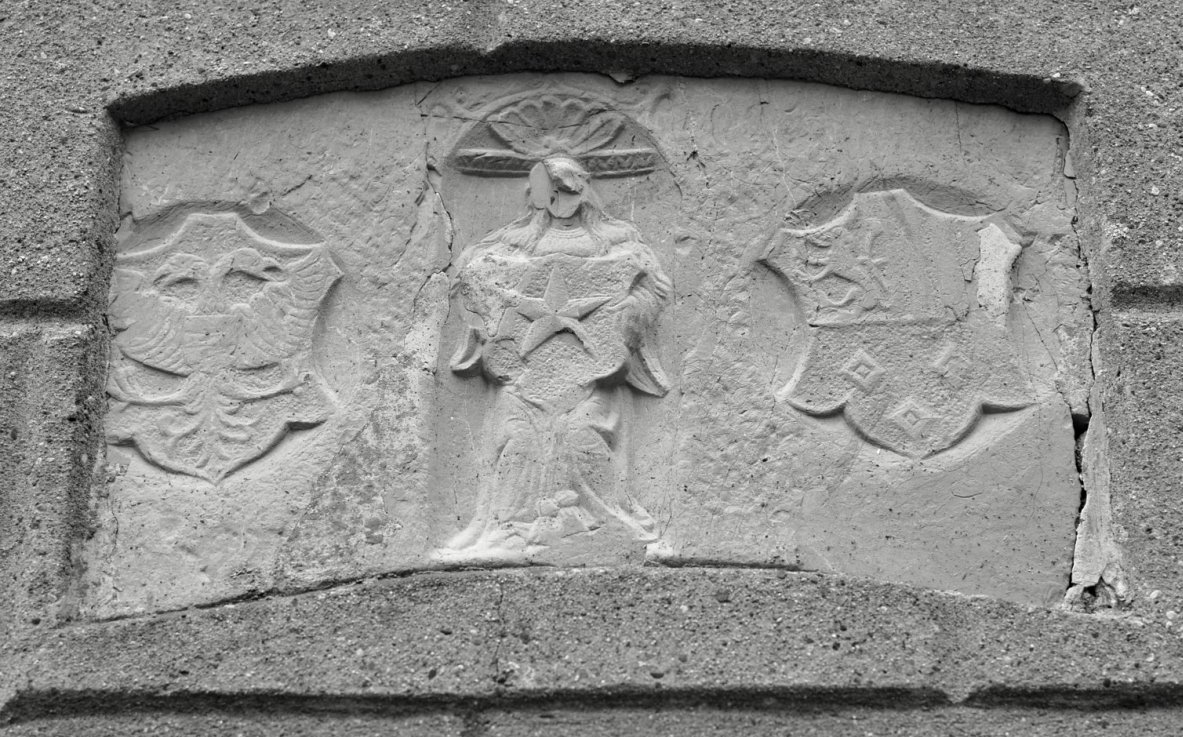
Wapensteen uit ca. 1540

Bijzonder is de gevelsteen, eigenlijk een sluitsteen, die van 1969(?) tot 2020 in een muur aan de zijkant van het pand was ingemetseld. Voordien (in elk geval in 1829) diende de steen als sluitsteen boven een schuurpoort. De steen uit omstreeks 1540 is vermoedelijk oorspronkelijk afkomstig uit Maastricht en illustreert op fraaie wijze de tweeherigheid van Maastricht. In het midden is de stedenmaagd afgebeeld met het wapen van Maastricht. Links het wapen van keizer Karel V, die als hertog van Brabant medeheer was van Maastricht. Rechts het wapen van de andere heer van Maastricht, Cornelis van Bergen, die van 1538 tot 1544 prins-bisschop van Luik was. De steen is in 2020 uit de muur verwijderd om gerestaureerd te worden.